# Tim Elsner
Tim Elsner (* 5. Februar 1984 in Engelskirchen) ist ein deutscher Volleyballspieler.

## Karriere
Elsner begann beim TSV Much mit dem Volleyball. Anschließend wurde er im Frankfurter Internat weiter ausgebildet und spielte beim VC Olympia Berlin erstmals in der Bundesliga. 2003 wechselte er zu evivo Düren. Dort entwickelte sich als Außenangreifer zum Stammspieler und wurde von 2005 bis 2007 dreimal in Folge Vizemeister. Durch die Erfolge konnte er mit der Mannschaft in der Champions League internationale Erfahrungen sammeln. In dieser Zeit hatte Elsner auch einige Einsätze in der deutschen Nationalmannschaft. 2008 stand er mit Düren im Finale des DVV-Pokals. Ein Jahr später wechselte er zum Bundesliga-Konkurrenten RWE Volleys Bottrop. Mit ihm erreichte Bottrop zweimal die Play-offs der Bundesliga und 2011 das Pokal-Halbfinale. Vor der Saison 2011/12 kehrte Elsner nach Düren zurück. 2013 wechselte er zum Moerser SC.